# Silis nitidula
Silis nitidula är en skalbaggsart som först beskrevs av Fabricius 1792.  Silis nitidula ingår i släktet Silis, och familjen flugbaggar. Arten har ej påträffats i Sverige.